# 에이미베스 맥널티
에이미베스 맥널티(영어: Amybeth McNulty, 2001년 11월 7일 ~ )는 아일랜드 출신의 캐나다 배우이다. 2017년 CBC 텔레비전의 TV 드라마 《빨간 머리 앤》의 주인공 앤 셜리 역으로 출연하였다. 이전에는 아일랜드에서 활동하였다.